# Ulmo Ocin
Ulmo Ocin ist eine Kunstfigur, die im Rahmen der Fernsehsendung Mein bester Feind entstanden ist. 

## Biografie
Verkörpert wurde die Figur des Ulmo Ocin von Nico Eiselt aus Roding. Er war von einem Freund bei der Fernsehshow Mein bester Feind von Joko und Klaas angemeldet worden und bekam als Aufgabe gestellt, mehrere Auftritte als Ethno-Pop-Sänger zu absolvieren. Dafür wurde er äußerlich in einen Elben nach dem Vorbild von Legolas aus der Buchverfilmung Der Herr der Ringe verwandelt. Sein fiktiver Name wurde aus dem Namen des Valars Ulmo, welcher dem Tolkien-Universum entstammt, und dem umgekehrten Vornamen Nico zusammengesetzt. Es wurde ein Song mit dem Titel Mandalo erstellt, geschrieben und produziert von Nicolas Keil. Als Sänger engagierte Keil den Ansbacher Musiker Matthias Stockert. Ein aufwändiges Video, in dem Eiselt den Sänger darstellte, wurde anschließend im Internet veröffentlicht. Dazu kamen Auftritte vor dem Hauptbahnhof in Köln und in der ersten Ausgabe von Teamwork – Spiel mit deinem Star, wo er jeweils das Lied zum Playback sang, sowie ein Werbeauftritt am Rande der Weltpremiere von Die Tribute von Panem in Berlin. Hintergrund und Identität wurden streng geheim gehalten bis zur Ausstrahlung der 5. Ausgabe von Mein bester Feind am 9. Januar 2016.
Das Lied wurde einschließlich der Zeit nach der Aufdeckung über zwei Millionen Mal bei YouTube aufgerufen, bei Spotify schaffte es Mandalo bis an die Spitze der Abrufliste. Es war auch als Download erhältlich und erreichte die deutschen Singlecharts. Die offizielle Facebook-Seite bekam über 40.000 Likes und unbeteiligte Fans erstellten zusätzlich mehrere Fanseiten. In der Sendung selbst verpasste Nico Eiselt den Sieg und belegte bei den weiteren Aufgaben den zweiten Platz.

## Diskografie
Lieder
- Mandalo (2015)